# Rissiam
Rissiam är en ort i Burkina Faso.   Den ligger i provinsen Province du Bam och regionen Centre-Nord, i den centrala delen av landet, 100 km norr om huvudstaden Ouagadougou. Rissiam ligger 348 meter över havet och antalet invånare är 978.
Terrängen runt Rissiam är platt. Närmaste större samhälle är Kongoussi, 5,8 km öster om Rissiam.
Trakten runt Rissiam består i huvudsak av gräsmarker. Runt Rissiam är det ganska tätbefolkat, med 80 invånare per kvadratkilometer.